# さっぽろ雪まつりK-POP FESTIVAL
さっぽろ雪まつりK-POP FESTIVAL（さっぽろゆきまつりケーポップフェスティバル、英: Sapporo Snow Festival K-POP Fest、朝：삿포로 눈축제 K-POP 페스티벌）は毎年2月NPO法人日韓文化交流会が主催するさっぽろ雪まつりの公式協賛行事。
本項では、KBSワールドが主催するライブイベントについても説明する。

## 概要
2009年にさっぽろ雪まつりの60周年と、前年に焼失した南大門再建に向けたエールのため「韓国・崇礼門（南大門）」の大雪像が制作されることを記念して「COREA FESTA（コリアフェスタ）」が開催された。
2010年には「韓国・百済王宮」の大雪像が制作され、大雪像前特設ステージではSHINee、フィソン、MtoM、ユンナらが出演する舞台挨拶とフォトセッションが行われた。
イベントの収益金は日韓文化交流事業、アジア貧困地域の子供達への支援金として使用されることとなっている。
2010年からは出演アーティストによる児童福祉施設訪問が行われている。

## 沿革
- 2005年 - 日韓友情年（日韓国交回復40周年）を記念して「水原華城」の大雪像が制作される（真駒内会場）[8][9]。
- 2009年 - 「韓国崇礼門（南大門）」の大雪像が制作されることを記念して「コリアフェスタ」を開催。
- 2010年 - 「韓国・百済王宮」の大雪像が制作される。
- 2010年 - 第2回K-POP FESTIVALの出演者であるSHINeeからの提言で児童福祉施設訪問が開始される[7]。
- 2015年 - 日韓国交正常化50周年を記念して「日韓友情まつり」を開催。
- 2018年 - 「コリアフェスタ 2009」から10周年を迎える。
- 2021年 - 新型コロナウイルス感染症の影響を受け、初のオンライン開催を実施。
- 2022年 - 新型コロナウイルス感染症の影響を受け、初の生中継ライブを開催。
- 2023年 - 3年ぶりのオフライン公演を開催。
- 2026年 - 出演アーティストを公募で募集。

## 運営

### 2025年
- 主催：さっぽろ雪まつりKOREA FESTA実行委員会
- 共催：特定非営利活動法人日韓文化交流会、札幌観光協会「さっぽろ雪まつり実行委員会」
- 制作：（株）J.K Dream、KJ DREAM（株）
- 後援：駐札幌大韓民国総領事館、GFSC（Good Friends Save the Children）

## 出演者
| 回次   | 回次 （雪まつり） | 開催日                 | 出演者                                                                                           | 会場                   | テーマ                                                                 | 脚注   |
| ------ | ----------------- | ---------------------- | ------------------------------------------------------------------------------------------------ | ---------------------- | ---------------------------------------------------------------------- | ------ |
| 第1回  | 第60回            | 2009年2月11日 (水・祝) | - キム・ボムス - チェ・ドンハ - Zero                                                             | 札幌市民ホール         | - COREA FESTA 2009 - 新韓流 - 韓流バラ－ドの祭典                       | [ 6 ]  |
| 第2回  | 第61回            | 2010年2月6日(土)       | - SHINee - フィソン - MtoM - ユンナ                                                              | 札幌市民ホール         | - KOREA FESTA 2010 - Love&Peace in Harmony - 韓流バラ－ドの祭典        | [ 5 ]  |
| 第2回  | 第61回            | 2010年2月7日(日)       | - V.O.S - K.Will - Zero                                                                          | 札幌市民ホール         | - KOREA FESTA 2010 - Love&Peace in Harmony - 韓流バラ－ドの祭典        | [ 10 ] |
| 第3回  | 第62回            | 2011年2月11日 (金・祝) | - RAIN(ピ） - ソン・シギョン - Orange Caramel - TEEN TOP                                         | ニトリ文化ホール       |                                                                        | [ 11 ] |
| 第4回  | 第63回            | 2012年2月11日 (土・祝) | - ZE:A - G.NA - CODE-V                                                                           | ニトリ文化ホール       | - ネパール図書プロジェクト                                             | [ 13 ] |
| 第5回  | 第64回            | 2013年2月9日(土)       | - パク・ヒョシン - D-UNIT - BIGSTAR - MBLAQ                                                      | ニトリ文化ホール       |                                                                        | [ 14 ] |
| 第6回  | 第65回            | 2014年2月8日(土)       | - SHINee - NU'EST - MR.MR                                                                        | ニトリ文化ホール       |                                                                        | [ 3 ]  |
| 第7回  | 第66回            | 2015年2月7日(土)       | - Block B - C-CLOWN - Melody day - ジフ - ジョンフンバンド - Teamくれれっ娘! - Carat             | ニトリ文化ホール       | - 日韓国交正常化50周年記念 「日韓友情まつり」                          | [ 15 ] |
| 第8回  | 第67回            | 2016年2月6日(土)       | - MR.MR - 防弾少年団 - MADTOWN                                                                   | Zepp札幌               | - 最強K-POPの祭典 Winter Special                                       | [ 16 ] |
| 第8回  | 第67回            | 2016年2月7日(日)       | - HOMME - TRITOPS - MR.MR - バラダン                                                             | Zepp札幌               | - バラードの祭典                                                       | [ 17 ] |
| 第9回  | 第68回            | 2017年2月11日 (土・祝) | - JUNHO (From 2PM) - Red Velvet - OH MY GIRL - IMFACT - TOPSECRET                                | Zepp札幌               |                                                                        | [ 18 ] |
| 第9回  | 第68回            | 2017年2月12日(日)      | - UP10TION - OH MY GIRL - IMFACT - NCT 127 - TOPSECRET                                           | Zepp札幌               | - 最強新人祭り                                                         | [ 19 ] |
| 第10回 | 第69回            | 2018年2月10日(土)      | - PENTAGON - TARGET - チョン・セウン - MONSTA X                                                  | ニトリ文化ホール       | - 10th Anniversary                                                     | [ 20 ] |
| 第11回 | 第70回            | 2019年2月9日(土)       | - (G)I-DLE - KANTO - NCT DREAM - MXM                                                             | 札幌文化芸術劇場hitaru | - K-POP Smile                                                          | [ 22 ] |
| 第12回 | 第71回            | 2020年2月8日(土)       | - キム・ジェファン - NATURE - H&D - TOO                                                          | 札幌文化芸術劇場hitaru | - K-POP Smile                                                          | [ 23 ] |
| 第13回 | なし              | 2021年2月11日 (木・祝) | - 過去に出演したアーティスト                                                                     | 映像配信               | - 〜Yell for〜                                                         | [ 24 ] |
| 第14回 | 第72回            | 2022年2月23日 (水・祝) | - NATURE - 国歌団（明日は国民歌手TOP10）                                                         | ライブ配信             | - Special ONTACT 生LIVE - 国歌団(明日は国民歌手TOP10)Special Version - | [ 25 ] |
| 第15回 | 第73回            | 2023年2月11日 (土・祝) | - NATURE - n.SSign（青春スター） - リュ・ジヒョン（青春スター） - ハ・ドンヨン（明日は国民歌手） | 札幌文化芸術劇場hitaru | - 札幌市制100周年記念 - 15th Anniversary                               | [ 26 ] |
| 第16回 | 第75回            | 2025年2月11日 (火・祝) | - DKB - E'LAST - AIMERS - KISS OF LIFE - ALL(H)OURS - MYTRO                                      | Zepp札幌               | - 日韓国交正常化60周年記念 - Smile                                     | [ 28 ] |
| 第17回 | 第76回            | 2026年2月7日 (土)      |                                                                                                  | Zepp札幌               |                                                                        | [ 29 ] |

## スペシャルMC
| 開催年度 | スペシャルMC                                                                            | 備考                                                      | 参考   |
| -------- | --------------------------------------------------------------------------------------- | --------------------------------------------------------- | ------ |
| 2018年   | 一部 - ミニョク (MONSTA X) - チョン・セウン                                             | STARSHIP先輩後輩コンビ                                    | [ 30 ] |
| 2018年   | 二部 - ヒョンウォン - ユウト (PENTAGON) - ウジン (TARGET)                               | 2月の平昌五輪の開催を記念して 五輪イヤー生まれの3人を選出 | [ 30 ] |
| 2019年   | - ジェミン (NCT DREAM) - ジェノ (NCT DREAM)                                             | MC経験者                                                  | [ 31 ] |
| 2020年   | - ルー (NATURE) - ハル (NATURE)                                                         | リーダーと日本人メンバー                                  | [ 32 ] |
| 2022年   | - ルー (NATURE) - ハル (NATURE)                                                         | リーダーと日本人メンバー                                  | [ 33 ] |
| 2023年   | - ハル (NATURE) - カズタ (n․SSign)                                                      | 日本人K-POPアイドル                                       | [ 34 ] |
| 2025年   | 一部 - ユク（DKB） - ウォンヒョク（E'LAST） - ドリュン（AIMERS） - マサミ（ALL(H)OURS） | 「Re:Born」出演者と日本人メンバー                         | [ 35 ] |
| 2025年   | 二部 - ショウヘイ（MYTRO） - テイ（MYTRO）                                              | 日本人メンバーと日本語が堪能なメンバー                    | [ 35 ] |

## KBS World Presents
「KBSワールド」がJ:COMひろば（大通り1丁目会場）で開催するK-POPイベント。
| 開催年 | 雪まつり | 開催日  | 出演者              | 脚注   |
| ------ | -------- | ------- | ------------------- | ------ |
| 2016年 | 第67回   | 2月5日  | MR.MR               | [ 36 ] |
| 2017年 | 第68回   | 2月10日 | TOPSECRET、ilB      | [ 37 ] |
| 2018年 | 第69回   | 2月9日  | PENTAGON            | [ 38 ] |
| 2019年 | 第70回   | 2月8日  | KANTO               | [ 39 ] |
| 2020年 | 第71回   | 2月7日  | TOO                 | [ 40 ] |
| 2023年 | 第73回   | 2月11日 | JG（JOONHO&GYUMIN） | [ 41 ] |
| 2024年 | 第74回   | 2月10日 | 安達祐人            | [ 42 ] |